# Julie Henderson
Julie Patrice Henderson (nascida 5 de maio de 1986) é uma modelo estadunidense conhecida pela suas aparições na Sports Illustrated Swimsuit Issue. Ela fez publicidade para algumas marcas notáveis como a Benetton.

## Carreira
Julie foi descoberta quando tinha 13 anos de idade no Barbizon Modeling School no Texas. Os anúncios e comerciais locais acompanharam sua descoberta, e aos 16, ela já tinha assinado com a New York Model Management.
Depois da graduação na Kary High School, ela foi à França para ingressar na Ford Models, quando se mudou para Nova Iorque e começou a aparecer entre as páginas de revistas como Elle Girl e Teen Vogue. Lá, Julie trabalhou como modelo em Revistas Eletrônicas na TV, como a Harper's Bazaar. Em 2007, fez sua primeira aparição na Sports Illustrated Swinsuit Issue, retornando várias vezes.
Perto de 2009, Julie foi vista com o magnata do HipHop Russell Simmons que a acompanhou no Oscar.
Também esteve em comerciais para Pantene, Hardees e Benetton.
Ela tem contrato com as agencias Models 1, Modelwerk, New York Model Management, e Ford Models Europe - Paris.